# Gunnar Jamvold
Gunnar Petter Jamvold (ur. 22 kwietnia 1896 w Horten, zm. 9 września 1984 tamże) – norweski żeglarz, olimpijczyk, zdobywca złotego medalu w regatach na Letnich Igrzyskach Olimpijskich w 1920 roku w Antwerpii.
Na Letnich Igrzyskach Olimpijskich 1920 zdobył złoto w żeglarskiej klasie 10 metrów (formuła 1907). Załogę jachtu Eleda tworzyli również Erik Herseth, Sigurd Holter, Ole Sørensen, Peter Jamvold (jego kuzyn), Claus Juell i Ingar Nielsen.